# 2013年哥打巴托市爆炸案
2013年哥打巴托市爆炸案是指在2013年8月5日時，於菲律賓哥打巴托省區域中心哥打巴托市發生的汽車炸彈爆炸事件。這次爆炸案造成至少8人死亡和40人受傷，並且也是哥打巴托市有史以來最為嚴重的爆炸攻擊事件。